# Otonska renesansa
Otonska renesansa je bila renesansa bizantinske in poznoantične umetnosti v Srednji in Južni Evropi, ki je spremljala vladavino prvih treh Svetih rimskih cesarjev Otonske (ali Saške dinastije: Otona I. (936–973), Otona II. (973–983) in Otona III. (983–1002). V veliki meri je bila odvisna od njihovega pokroviteljstva. Vodilni osebnosti tega gibanja sta bila Papež Silvester II. in Abo iz Fleuryja.

## Zgodovinopisje
Ena od treh srednjeveških renesans, otonska renesansa se je začela po poroki kralja Otona z Adelajdo Italijansko (951), ki je združila italijansko in nemško kraljestvo ter tako približala Zahod Bizancu. S svojim cesarskim kronanjem leta 962 s strani papeža v baziliki svetega Petra v Rimu je pospešil krščansko (politično) enotnost.
Obdobje se včasih razširi tako, da zajema tudi vladavino cesarja Henrika II. (1014-1024) in redko njegovih salijskih naslednikov. Izraz je na splošno omejen na cesarsko dvorno kulturo, ki se v Nemčiji izvaja v latinščini. - včasih je znana tudi kot renesansa 10. stoletja, ali renesansa 10. stoletja, tako da vključuje razvoj zunaj Germanije, ali kot obnova leta 1000, ker prihaja tik ob koncu iz 10. stoletja. Bila je krajša od predhodne karolinške renesanse in v veliki meri njeno nadaljevanje - zaradi tega so jo zgodovinarji, kot je Pierre Riché, raje opisali kot "tretjo karolinško renesanso", ki zajema 10. stoletje in sega v 11. stoletje, s "prvo karolinško renesanso" med vladavino Karla Velikega in "drugo karolinško renesanso" pod njegovimi nasledniki.

## Knjižnice
Knjižnice so nastale in se obogatile v času otonske renesanse z intenzivno dejavnostjo samostanskih skriptorijev in so bile predmet nadaljnjega razvoja v 10. stoletju, o čemer pričajo ohranjeni katalogi. Katalog opatije Bobbio navaja skoraj 600 del, katalog opatije Fleury je skoraj enak. Gerbert (bodoči papež Silvester II.) je imel pomembno vlogo pri nakupu in popisu knjižnice Bobbio in je porabil svoje bogastvo za financiranje svoje zbirke. Knjižna skrinja Adsa iz Montier-en-Dera je vključevala veliko knjig, kot so knjige Porfirija, Aristotela, Terenca, Cicerona in Vergilija.

## Logika
Logica vetus (sestavljena iz prevodov Aristotela, dela Boecija in Porfirija ter Ciceronove Topike) je ostala osnova dialektične vzgoje; Gerbert, bodoči papež Silvester II . je poznal te knjige in je bil znan po svojem obvladovanju dialektike med sporom v Raveni proti Otriku leta 980 in v svoji razpravi De rationalis et ratione uti (O racionalnem in uporabi razuma), nastal leta 997 in posvečen Otonu III., cesarju Svetega rimskega cesarstva. Abbo iz Fleuryja je napisal komentarje na ta dela v dveh razpravah.
Antologija dialektičnih del iz časa Fulberta iz Chartresa in verjetno iz njegove knjižnice, vsebuje Isagoge iz porfirja je Kategorije Aristotela, razlikovanje med retoriko in dialektiko samega Fulberta,  Ciceronove Topike, Aristotelovih Interpretacij, Boetijevih treh pripomb in Gerbertove o uporabi razuma, ki jo napisal leta 997. Razvoj dialektike je pospešil Majol Klinijski.

## Znanosti
Naraščajoče zanimanje za discipline kvadrivija (aritmetika, geometrija, glasba in astronomija) se je preneslo v učenja vodilnih učenjakov svojega časa, kot je Abbo iz Fleuryja, ki je napisal številne razprave o izračunu computus, astronomskih temah, kot so kot trajektorije sonca, lune in planetov,  in katalog zvezd. 
Prihodnji papež Silvester II. je uvedel uporabo lesenih zemeljskih krogel za astronomsko preučevanje gibanja Zemlje, planetov in ozvezdij, uporabo monokorda za glasbeno preučevanje, in konstrukcijo abakusa za aritmetične študije. Fulbert iz Chartresa je uvedel uporabo arabskih številk.
Herman iz Reichenaua, iz Reichenauske šole, je bil znan po svojih razpravah o astrolabu, računu in glasbi.

## Umetnost
Otonska renesansa je prepoznavna zlasti v umetnosti in arhitekturi, oživljena zaradi ponovnega stika s Konstantinoplom, v nekaterih oživljenih katedralnih šolah, kot je šola nadškofa Bruna iz Kölna, v izdelavi iluminiranih rokopisov iz peščice elitnih skriptorijev, kot je Quedlinburška opatija, ki jo je leta 936 ustanovil Oton, in v politični ideologiji. Cesarski dvor je postal središče verskega in duhovnega življenja, ki so ga vodile ženske iz kraljeve družine: Matilda, pismena mati Otona I., njegova sestra Gerberga Saška ali njegova soproga Adelajda. Bizantinski vpliv se je še povečal s poroko Otona II. s princeso Teofano, ki je po moževi smrti leta 983 vladala kot cesarica vdova za svojega mladoletnega sina Otona III. do leta 991.
Po cesarskem kronanju Otona I. se je v Otonovem neposrednem krogu pojavila prenovljena vera v idejo cesarstva in reformirana cerkev, kar je ustvarilo obdobje povečane kulturne in umetniške gorečnosti. Otonska umetnost je bila dvorna umetnost, ustvarjena za potrditev neposrednega svetega in cesarskega rodu kot vira legitimne moči, povezane od Konstantina in Justinijana. V tem vzdušju so nastale mojstrovine zlite tradicije, na katerih je temeljila nova umetnost: poznoantične poslikave, karolinškega obdobja in Bizanca. Na ta način se izraz uporablja kot analogija karolinški renesansi, ki je spremljala kronanje Karla Velikega leta 800.
Majhna skupina otonskih samostanov je prejela neposredno sponzorstvo od cesarja in škofov ter izdelala nekaj veličastnih srednjeveških iluminiranih rokopisov, najpomembnejše umetniške oblike tistega časa. Corvey je izdelal nekaj prvih rokopisov, ki mu je po letu 1000 sledil skriptorij v Hildesheimu. Najbolj znan otonski skriptorij je bil v otoškem samostanu Reichenau ob Bodenskem jezeru: komaj katera druga dela so tako oblikovala podobo otonske umetnosti kot miniature, ki so nastale tam. Eno največjih Reichenauovih del je bil Codex Egberti, ki je vseboval pripovedne miniature Kristusovega življenja, najzgodnejši tak cikel, v fuziji stilov, vključno s karolinško tradicijo ter sledovi otoških in bizantinskih vplivov. Drugi dobro znani rokopisi so vključevali Reichenauski evangelijar, Lutherjev kodeks, Perikope Henrika II ., Bamberško apokalipso in kodeks Hitda.
Hroswitha iz Gandersheima označuje spremembe, ki so se zgodile v tem času. Bila je nuna, ki je skladala verze in drame, ki so temeljile na klasičnih delih Terencija. Tudi arhitektura tega obdobja je bila inovativna in predstavlja predhodnico kasnejše romanike.
Politično so teorije o krščanski enotnosti in imperiju uspevale, pa tudi oživile klasične predstave o imperialni veličini na Zahodu. Z grško ženo Otona II. Teofano je bizantinska ikonografija vstopila na Zahod. Globus cruciger je postal simbol kraljeve moči in cesarje Svetega rimskega cesarstva so predstavljali kot okronane s Kristusom na bizantinski način. V poskusu oživitve "slave, ki je bil Rim", je Oton III. naredil Večno mesto za svojo prestolnico in na grško-rimski način povečal slovesnost dvora.
Šole so oživele tudi pod vplivom neapeljskih in kapujskih vojvod, kjer se je slavni škof sveti Alfan I., posnemovalec starih piscev, tesno ukvarjal z glasbo, astronomijo in medicino.

## Vodilne osebnosti Otonske renesanse
- Bernward iz Hildesheima
- Hroswitha iz Gandersheima
- Oton I., Oton II ., Oton III . in Henrik II
- Hermanus Contractus
- Gerbert iz Aurillaca, papež kot Silvester II
- Teofana
- Liutprand iz Kremone, avtor Historia Ottonis ("Otonova dejanja")
- Bruno I., kölnski nadškof
- Widukind iz Corveyja, avtor Res gestae Saxonicae ("Dejanja Sasov")
- Adelaida, opatinja iz Viliča
- Egbert, trierski nadškof

## Poglej tudi
- Otonska umetnost ( predromanska umetnost )
- Otonska arhitektura